# Acalolepta submaculata
Acalolepta submaculata là một loài bọ cánh cứng trong họ Cerambycidae.